# Союз-18-1
Это статья о неудачном космическом полёте. О следующем удачном запуске, известном под тем же номером, см. Союз-18
«Союз-18-1» или «Союз-18А» — пилотируемый космический корабль. Ввиду аварии носителя корабль вынужденно выполнил суборбитальный полёт. В источниках стал упоминаться как «18-1» или «18А» много позже, после предания аварии гласности. Номер 18 был присвоен следующей успешной миссии.

## Параметры полёта
- Масса аппарата — 6,83 т;
- Апогей — 192 км (суборбитальная траектория).
- Пройденное расстояние: 1574 км
- Место старта: Байконур, площадка 1
- Место посадки: Рудный Алтай

## Экипажи
Основной экипаж
- Василий Лазарев — командир (2-й космический полёт)
- Олег Макаров — бортинженер (2-й космический полёт)

Дублирующий экипаж
- Пётр Климук — командир
- Виталий Севастьянов — бортинженер

Резервный экипаж
- Владимир Ковалёнок — командир
- Юрий Пономарёв — бортинженер

## Описание полёта
Корабль «Союз-18-1» стартовал с космодрома Байконур 5 апреля 1975 года. Миссия — доставка экипажа на станцию «Салют-4» (второе посещение).
Из-за отказа третьей ступени полёт закончился в аварийном режиме. На 261-й секунде полёта по программе должно было произойти отделение второй ступени ракеты, однако это не случилось, ракету стало раскачивать. Сработала автоматическая система отделения возвращаемого аппарата от ракеты.
По более поздним данным историка космонавтики Первушина А. И., события развивались следующим образом. При штатном порядке разделения сначала начинается запуск двигателя третьей ступени, затем выключается двигатель второй ступени, вторая ступень отделяется и, в последнюю очередь, сбрасывается хвостовой отсек третьей ступени. На 289-й секунде из-за отказа реле были подорваны только три пирозамка хвостового отсека из шести. Третья ступень тягой двигателя выломала три несработавших замка, при этом возникла закрутка. На 295-й секунде углы отклонения стали слишком большими, и система аварийного спасения вступила в работу.
Двигатель третьей ступени выключился, корабль отделился от неё и стал отрабатывать программу возвращения на Землю. «Союз» разделился на отсеки, и спускаемый аппарат перешёл к программе управляемой посадки. Из-за возникшего ранее вращения его система управления потеряла правильные «верх» и «низ» и, вместо того, чтобы развернуть корабль штатно вверх, чтобы создавать подъёмную силу, перевернула его. Спускаемый аппарат погружался в атмосферу и всё интенсивнее тормозил, создавая опасную для жизни перегрузку. Максимум составил 21,3 g. По другим источникам, величина пиковой перегрузки лежала в диапазоне от 20 g:37 до 26 g).

На космодроме, разбирая телеметрию, поняли, что перегрузка могла нас и задушить, какие-то секунды она дошла до двадцати шести. Вот тогда и остановились у нас с Олегом сердца, а потом снова затикали.
— Иосиф Давыдов. Триумф и трагедия советской космонавтики

## Приземление
Спускаемый аппарат приземлился к юго-западу от города Горно-Алтайск, в 829 километрах к северу от границы с Китаем, в Восточно-Казахстанской области на высоте 1200 м на заснеженный склон горы Теремок-3 (50°50′ с. ш. 83°25′ в. д.) и начал скатываться вниз. За 152 м до обрыва опасный спуск прекратился благодаря парашюту, зацепившемуся за растительность.
Высадившись в снег при температуре −7 °C, космонавты надели спасательные комбинезоны. Лазарев, не имея достоверных сведений о месте приземления и опасаясь, что экипаж находится в Китае, следуя инструкции, сжёг документы, касающиеся некоторых экспериментов, которые были запланированы для выполнения на орбите.
Вертолёт спасателей не смог выполнить зависание в месте посадки и высадил спасательную команду на лёд реки Уба, находящейся у подножья горы Теремок-3. Попытка подняться по склону горы вызвала снежную лавину, засыпавшую всю группу, вторая группа спасателей откопала своих товарищей (обошлось без жертв).
Раньше спасателей до космонавтов добрались геологи, одному из них удалось высадиться с вертолёта и добраться до места посадки. Космонавты были благополучно эвакуированы на вертолёте ВВС (пилот Ренат Галеевич Салимгареев) на следующий день после их обнаружения. Командир вертолёта отказался брать на борт геолога, сославшись на то, что не может по инструкции брать на борт посторонних. Только после заявления Макарова, что без него он никуда не полетит, на борт взяли и геолога:38. Спасательной бригадой космонавты были возвращены в Звёздный городок, спускаемый аппарат был доставлен спустя некоторое время.

## Последующие события
Первоначально было заявлено, что космонавты перенесли перегрузки без всяких последствий. Тем не менее, позже выяснилось, что здоровье Лазарева довольно сильно пострадало[прояснить] из-за больших перегрузок.
В советский период о неудачах советской космической программы редко сообщалось что-либо по официальным каналам, однако уже 6 апреля в газете "Правда" было опубликовано краткое сообщение ТАСС об аварии:

5 апреля 1975 года произведён запуск ракеты-носителя с пилотируемым космическим кораблём «Союз» для продолжения экспериментов совместно со станцией «Салют-4». На борту корабля находился экипаж в составе Героев Советского Союза лётчиков-космонавтов СССР Лазарева Василия Григорьевича, Макарова Олега Григорьевича. На участке работы третьей ступени произошло отклонение параметров движения ракеты-носителя от расчётных значений, и автоматическим устройством была выдана команда на прекращение дальнейшего полёта по программе и отделение космического корабля для возвращения на Землю. Спускаемый аппарат совершил мягкую посадку юго-западнее города Горно-Алтайска. Поисково-спасательная служба обеспечила доставку космонавтов на космодром. Самочувствие товарищей В. Г. Лазарева и О. Г. Макарова хорошее.

Более подробное описание аварии было опубликовано в 1983 году в армейской газете «Красная Звезда». Космонавтов наградили по «урезанному» варианту: за второй полёт полагалась вторая «Золотая Звезда» Героя Советского Союза, но Лазарев и Макаров получили только по ордену Ленина.
Макаров после этого совершил ещё два успешных космических полёта («Союз-27» и «Союз Т-3»). Лазарев дважды побывал дублёром, но в космос больше не летал.
После 1996 года появились неверные публикации ОАО РКК «Энергия» им. С. П. Королёва, в которых утверждалось, что реальное место посадки «Союза-18-1» находилось в Монголии.

## Культурные аспекты
Авария упоминается в песне Юрия Визбора «Нам бы выпить перед стартом»:
Если даст отказ вторая —
Мы в Алтае иль в Китае.
Если третья откажет —
Здравствуй, Тихий океан.Юрий Визбор